# Вериго, Александр Брониславович
Александр Брониславович Вериго (21 февраля (5 марта) 1893; Санкт-Петербург, Российская империя — 21 ноября 1953 Ленинград, СССР) — советский физик.

## Биография
Родился 21 февраля 1893 года в Санкт-Петербурге, в семье физиолога  Б. Ф. Вериго (1860—1925).
В 1912 году с золотой медалью окончил Казанскую гимназию в Одессе. С 1912—1917 гг. учился на физико-математическом факультете Императорского университета Святого Владимира. В 1920 году сдал госэкзамены по математическому отделению физико-математического факультета Пермского государственного университета. С 1914 года работал с оптикой в мастерской Киевского университета, в 1916 году консультант по конструированию измерительных приборов Центральной аэронавигационной станции. В 1919 году командирован из оккупированной Перми в Петроград, где работал лаборантом в Радиевской лаборатории Академии Наук при Главной палате мер и весов.
В 1920—1926 гг. преподаватель Пермского государственного университета, а в 1923—1953 гг. работал в РИАН, где ранее занимал должность заместителя директора Ленинградской группы РИАН в блокадном Ленинграде. С 1922 года работал в Государственном радиевом институте. В 1925—1927 гг. работал в Главной геофизической лаборатории в осаждённом Ленинграде. Организовал экспедицию 1928—1930 гг к восточной вершине Эльбруса, участник экспедиции к Земле Франца Иосифа 1932 года, 26 июня 1935 года с командиром стратостата «СССР-1 бис» Зилле К. Я. и инженером Прилуцким Ю. Г. совершил полёт в стратосферу на расстояние 16100 метров, после совершённого полёта Вериго был награждён Орденом Ленина. В блокадном Ленинграде Вериго возглавлял небольшую группу сотрудников из Радиевского института. Основная часть коллектива была эвакуирована в Казань, в осаждённом городе Вериго проводил оборонные работы, за военные труды был награждён Орденом Трудового Красного Знамени.
В 1938—1941 гг. работал начальником кафедры физики в Ленинградской Военно-медицинской академии. После войны работал заведующим измерительной лаборатории Радиевского института, с 1943—1953 гг. заведующий кафедрой физики Первом Ленинградском медицинском институте имени И. П. Павлова. В 1950 году за участие в разработке атомного проекта был награждён вторым Орденом Трудового Красного Знамени.
Умер 21 ноября 1953 году, похоронен на Большеохтинском кладбище.

## Научная деятельность
Помимо своих основных исследований, работал над биологическими и медицинскими проблемами. Разработал прибор униполярной ионизации воздуха для физиологических экспериментов. В опубликованных трудах показал, что космические лучи обладают большой проникающей способностью, в 1930 году предложил разделить космические лучи на два компонента мягкие и жёсткие. Проводил изучение поглощения космических лучей в ядрах атомов различных веществ и его зависимость от атомного веса.

## Награды
- Орден Ленина (29.06.1935);
- два ордена Трудового Красного Знамени (1950);

## Основные работы
- Вериго А. Б. Измерение интенсивности космических лучей на Эльбрусе. — Известия Главной географической обсерватории, 1929. — № 1.
- Вериго А. Б. Определение коэффициента поглощения космических лучей водою. — Известия Главной географической обсерватории, 1929. — № 4.
- Вериго А. Б. Измерение интенсивности космических лучей в Арктике.. — Труды Государственного радиевого института, 1938. — Т. 4.
- Вериго А. Б. Определение содержания эманации радия в атмосферном воздухе района архипелага Земли Франца Иосифа.. — Труды Государственного радиевого института, 1938. — Т. 4.
- Вериго А. Б. Результаты исследования космических лучей при полёте стратостата СССР-1 бис.. — 1937.
- Вериго А. Б. Определение коэффициента поглощения космических лучей атмосферным воздухом по измерениям на Эльбрусе. — Известия Главной геофизической обсерватории, 1930. — № 1.
- Вериго А. Б. Определение спектрального состава космических лучей. — Известия Главной геофизической обсерватории, 1930. — № 3.
- Вериго А. Б. Определение коэффициента поглощения космических лучей сталью. — Известия Главной геофизической обсерватории, 1930. — № 4.
- Вериго А. Б. Исследование распространения и поглощения космических лучей в воздухе, воде и стали. — Известия Главной геофизической обсерватории, 1931. — № 3—4.
- Вериго А. Б. К разработке метода определения содержания эманации радия в атмосферном воздухе.. — Труды Государственного радиевого института, 1933. — Т. 2.
- Вериго А. Б. Применение геометрического электроскопа Кольгерстера для эманационных измерений.. — Труды Государственного радиевого института, 1933. — Т. 2.
- Вериго А. Б. Определение содержания эманации радия в атмосферном воздухе на Эльбрусе.. — Труды Государственного радиевого института, 1938. — Т. 4.